# Niclas Ekberg
Niclas Ekberg (Ystad, 1988. december 23. –) Európa-bajnok, olimpiai és Európa-bajnoki ezüstérmes svéd válogatott kézilabdázó. A THW Kiel jobbszélsője.

## Pályafutása

### Klubcsapatban
Pályafutását szülővárosában kezdte az IFK Ystadban, majd 2010-ben a városi rivális Ystads IF játékosa lett. 2010-ben a dán AG København játékosa lett. A koppenhágai csapattal két bajnoki címet nyert, azonban 2012-ben a klub fizetésképtelenné vált, Ekberg pedig a német THW Kielben folytatta pályafutását. Szerződését 2014-ben további négy évvel meghosszabbította. A német csapattal háromszor nyert bajnoki címet és kétszer Német Kupát.

### A válogatottban
A svéd válogatottban 2008-ban mutatkozott be. A 2012-es londoni olimpián ezüstérmes lett a csapattal, a tornán 50 gólt szerzett. A 2017-es Európa-bajnokságon ezüstérmet nyert a válogatott tagjaként.
A 2022-es Európa-bajnokságon a csoportkör után Ekberg koronavírustesztje pozitív lett, így elkülönítették a csapattól. A spanyol csapat ellen vívott döntőre térhetett vissza a svéd válogatottba. Az utolsó másodpercekben 26–26-os állásnál időn túli hétmétereshez jutott csapata, amelyet Ekberg értékesített, így ő szerezte a bajnoki címet eldöntő találatot.
2023-ban bejelentette, hogy visszavonul a válogatottságtól.

## Sikerei, díjai
THW Kiel
- Bajnokok Ligája győztes: 2020
- Német bajnokː 2013, 2014, 2015, 2020, 2021
- Német Szuperkupa-győztesː 2014, 2015, 2020, 2021
- Német kupagyőztes 2013, 2017, 2019

AG København
- Dán bajnokː 2011, 2012

## Statisztikája a német Bundesligában
| Szezon    | Bajnokság | Csapat     | Mérkőzés | Gól  | Gól hétméteresből | Akciógól |
| --------- | --------- | ---------- | -------- | ---- | ----------------- | -------- |
| 2012–13   | THW Kiel  | Bundesliga | 031      | 094  | 036               | 058      |
| 2013–14   | THW Kiel  | Bundesliga | 034      | 098  | 018               | 080      |
| 2014–15   | THW Kiel  | Bundesliga | 030      | 141  | 039               | 102      |
| 2015–16   | THW Kiel  | Bundesliga | 022      | 103  | 033               | 070      |
| 2016–17   | THW Kiel  | Bundesliga | 031      | 138  | 042               | 096      |
| 2017–18   | THW Kiel  | Bundesliga | 034      | 171  | 079               | 092      |
| 2018–19   | THW Kiel  | Bundesliga | 033      | 187  | 089               | 098      |
| 2019–20   | THW Kiel  | Bundesliga | 026      | 164  | 104               | 060      |
| 2020–21   | THW Kiel  | Bundesliga | 033      | 205  | 098               | 107      |
| 2012–2021 | Összesen  | Bundesliga | 288      | 1299 | 514               | 785      |